# Calamactis praelongus
Calamactis praelongus är en havsanemonart som beskrevs av Oscar Henrik Carlgren 1949. Calamactis praelongus ingår i släktet Calamactis och familjen Halcampoididae. Inga underarter finns listade i Catalogue of Life.